# Ożarów (gemeente)
De gemeente Ożarów is een stad- en landgemeente in het Poolse woiwodschap Święty Krzyż, in powiat Opatowski.
De zetel van de gemeente is in Ożarów.
Op 30 juni 2004 telde de gemeente 11 585 inwoners.

## Oppervlakte gegevens
In 2002 bedroeg de totale oppervlakte van gemeente Ożarów 183,29 km², waarvan:
- agrarisch gebied: 71%
- bossen: 20%

De gemeente beslaat 20,11% van de totale oppervlakte van de powiat.

## Demografie
Stand op 30 juni 2004:
| Omschrijving                   | Totaal | Totaal | Vrouwen | Vrouwen | Mannen | Mannen |
| ------------------------------ | ------ | ------ | ------- | ------- | ------ | ------ |
| eenheid                        | aantal | %      | aantal  | %       | aantal | %      |
| inwoners                       | 11 585 | 100    | 5836    | 50,4    | 5749   | 49,6   |
| bevolkingsdichtheid (inw./km²) | 63,2   | 63,2   | 31,8    | 31,8    | 31,4   | 31,4   |

In 2002 bedroeg het gemiddelde inkomen per inwoner 1929,13 zł.

## Administratieve plaatsen (sołectwo)
Biedrzychów, Binkowice, Czachów, Dębno, Gliniany, Grochocice, Jakubowice, Janików, Jankowice, Janopol, Janowice, Janów, Julianów, Karsy, Kruków, Lasocin, Maruszów, Niemcówka, Nowe, Pisary, Potok, Prusy, Przybysławice, Sobótka, Sobów, Stróża, Suchodółka, Szymanówka, Śródborze, Tominy, Wlonice, Wólka Chrapanowska, Wyszmontów, Zawada

## Inne plaatsen
Polesie Mikułowskie, Potok-Kolonia, Śmiłów, Wojciechówka

## Aangrenzende gemeenten
Annopol, Ćmielów, Dwikozy, Tarłów, Wilczyce, Wojciechowice, Zawichost